# 邱关源
邱关源（1923年6月—2022年12月29日），男，上海人，中国电路理论专家，西安交通大学教授，博士生导师。曾任任中国电工技术学会理论电工专业委员会副主任委员。